# Helena Stålnert
Kerstin Helena Stålnert Svensson, född 22 april 1951 i Ulricehamn, är en svensk f.d. journalist. Stålnert var verksam som journalist 1975 – 2005.

## Arbetsliv
Stålnert arbetade bland annat på Aftonbladet, Ekoredaktionen, Råd & Rön, Svenska Dagbladet och Veckans Affärer. 
Stålnert kom till Aktuellt 1987 där hon varit programledare, politisk reporter, ekonomisk reporter och utrikeskorrespondent i Bryssel. Stålnert har lett partiledarutfrågningar och ekonomidebatter i samband med flera politiska val. Hon var chef för Aktuellt-redaktionen (2001–2005).
Stålnert var kommunikationsdirektör i stålkoncernen SSAB (sedan hösten 2007) och har haft samma uppdrag i flyg- och försvarsföretaget Saab AB (2005 – 2007).
Stålnert är numera[när?] rådgivare i det egna bolaget Stålnert Kommunikation AB.

### Uppdrag
Stålnert är ordförande i Förvaltningsstiftelsen för SR, SVT och UR mellan 2016 och 2023
Stålnert har varit ordförande för styrelsen för Institutet för mediestudier.

## Anmärkningslista
1. ↑  Förnamnet uttalas med betoning på första stavelsen, något som hennes föräldrar bestämde.[källa behövs]